# 2008年夏季残疾人奥林匹克运动会盲人门球比赛
2008年夏季残疾人奥林匹克运动会盲人门球比賽由9月7日至9月14日在北京理工大学体育馆舉行，比賽合共產生2枚金牌。

## 比赛分级
- 盲人门球是为视觉障碍运动员准备的比赛项目，达到B3以上分级标准的运动员即可参加。[1]

## 比賽項目
本届门球比赛设男女各1个小项。

## 參賽資格

### 資格賽名額

#### 男子
| 資格賽                                         | 出線資格        | 总名額數量 | 获得的国家 |
| ---------------------------------------------- | --------------- | ---------- | ---------- |
| 2006国际盲人体育协会（IBSA）盲人门球世界锦标赛 | 前6名           | 6個        | 立陶宛     |
| 2006国际盲人体育协会（IBSA）盲人门球世界锦标赛 | 前6名           | 6個        | 瑞典       |
| 2006国际盲人体育协会（IBSA）盲人门球世界锦标赛 | 前6名           | 6個        | 美国       |
| 2006国际盲人体育协会（IBSA）盲人门球世界锦标赛 | 前6名           | 6個        | 斯洛維尼亞 |
| 2006国际盲人体育协会（IBSA）盲人门球世界锦标赛 | 前6名           | 6個        | 加拿大     |
| 2006国际盲人体育协会（IBSA）盲人门球世界锦标赛 | 前6名           | 6個        | 丹麦       |
| 2007年国际盲人体育协会世界锦标赛门球比赛       | 未获资格的前5名 | 5个        | 西班牙     |
| 2007年国际盲人体育协会世界锦标赛门球比赛       | 未获资格的前5名 | 5个        | 巴西       |
| 2007年国际盲人体育协会世界锦标赛门球比赛       | 未获资格的前5名 | 5个        | 伊朗       |
| 2007年国际盲人体育协会世界锦标赛门球比赛       | 未获资格的前5名 | 5个        | 芬兰       |
| 2007年国际盲人体育协会世界锦标赛门球比赛       | 未获资格的前5名 | 5个        | 比利时     |
| 東道主                                         |                 | 1個        | 中國       |
| 合计                                           | 合计            | 12个       |            |

#### 女子
| 資格賽                                         | 出線資格         | 总名額數量 | 获得的国家 |
| ---------------------------------------------- | ---------------- | ---------- | ---------- |
| 2006国际盲人体育协会（IBSA）盲人门球世界锦标赛 | 前4名*           | 3個        | 加拿大     |
| 2006国际盲人体育协会（IBSA）盲人门球世界锦标赛 | 前4名*           | 3個        | 美国       |
| 2006国际盲人体育协会（IBSA）盲人门球世界锦标赛 | 前4名*           | 3個        | 丹麦       |
| 2007年国际盲人体育协会世界锦标赛门球比赛       | 未获资格的前4名* | 4个        | 德国       |
| 2007年国际盲人体育协会世界锦标赛门球比赛       | 未获资格的前4名* | 4个        | 巴西       |
| 2007年国际盲人体育协会世界锦标赛门球比赛       | 未获资格的前4名* | 4个        | 瑞典       |
| 2007年国际盲人体育协会世界锦标赛门球比赛       | 未获资格的前4名* | 4个        | 日本       |
| 東道主                                         | 自动晋级         | 1個        | 中國       |
| 合计                                           | 合计             | 8个        |            |

- 由于自动晋级的东道主中国队在2006年世锦赛中获得亚军，因此其名额进入2007年世锦赛门球比赛，即2007年世锦赛门球比赛原有三个出线名额，现在增加为4个。

## 各國獎牌榜
| 排名 | 国家／地区    | 金牌 | 银牌 | 铜牌 | 總數 |
| ---- | ------------- | ---- | ---- | ---- | ---- |
| 1    | 中国（CHN）   | 1    | 1    | 0    | 2    |
| 2    | 美国（USA）   | 1    | 0    | 0    | 1    |
| 3    | 立陶宛（LTU） | 0    | 1    | 0    | 1    |
| 4    | 丹麦（DEN）   | 0    | 0    | 1    | 1    |
| 4    | 瑞典（SWE）   | 0    | 0    | 1    | 1    |
| 总计 | 总计          | 2    | 2    | 2    | 6    |

## 各項成績
| 项目 | 金牌                                                                                          | 银牌 | 铜牌 |
| 男子 | 中国（CHN） · 杜进冉 · 鲍道磊 · 陈亮亮 · 杨春宏 · 姚永全 · 蔡长贵                             | 立陶宛（LTU） · 阿尔维达斯·尤奇纳 · 绍柳斯·莱奥纳维丘斯 · 内里尤斯·蒙特维达斯 · 亨里克 ·帕夫柳基亚内茨 · 济德鲁纳斯·西姆库斯 · 马里乌斯·济博利斯 | 瑞典（SWE） · 奥斯卡·库斯 · 米卡埃尔·阿克贝里 · 尼克拉斯·胡尔特奎斯特 · 法特米尔·塞雷梅蒂 · 斯特凡·加内 · 吉米·比约克斯特兰德 |
| 女子 | 美国（USA） · 珍·安布鲁斯特 · 莉萨·班塔 · 杰姬·巴恩斯 · 杰茜·洛伦茨 · 阿西娅·米勒 · 罗宾·瑟扬 | 中国（CHN） · 范菲菲 · 王沙沙 · 许娟 · 林珊 · 王瑞雪 · 陈凤青                                                                                    | 丹麦（DEN） · 卡林娜·约根森 · 吕克·韦德斯泰兹 · 玛丽亚·拉森 · 梅特·尼森 · 宁娜·汤姆森 · 卡米拉·吕丁                           |

## 外部連結
- 本屆残奧会各項項目比賽時間表
- . BOCOG.   [2008-07-07]. （原始内容 (htm)存档于2008-09-06）.
- 国际盲人体育联合会（页面存档备份，存于）
- 国际残奥会官方网站（页面存档备份，存于）